# 弗朗哥卡斯特隆

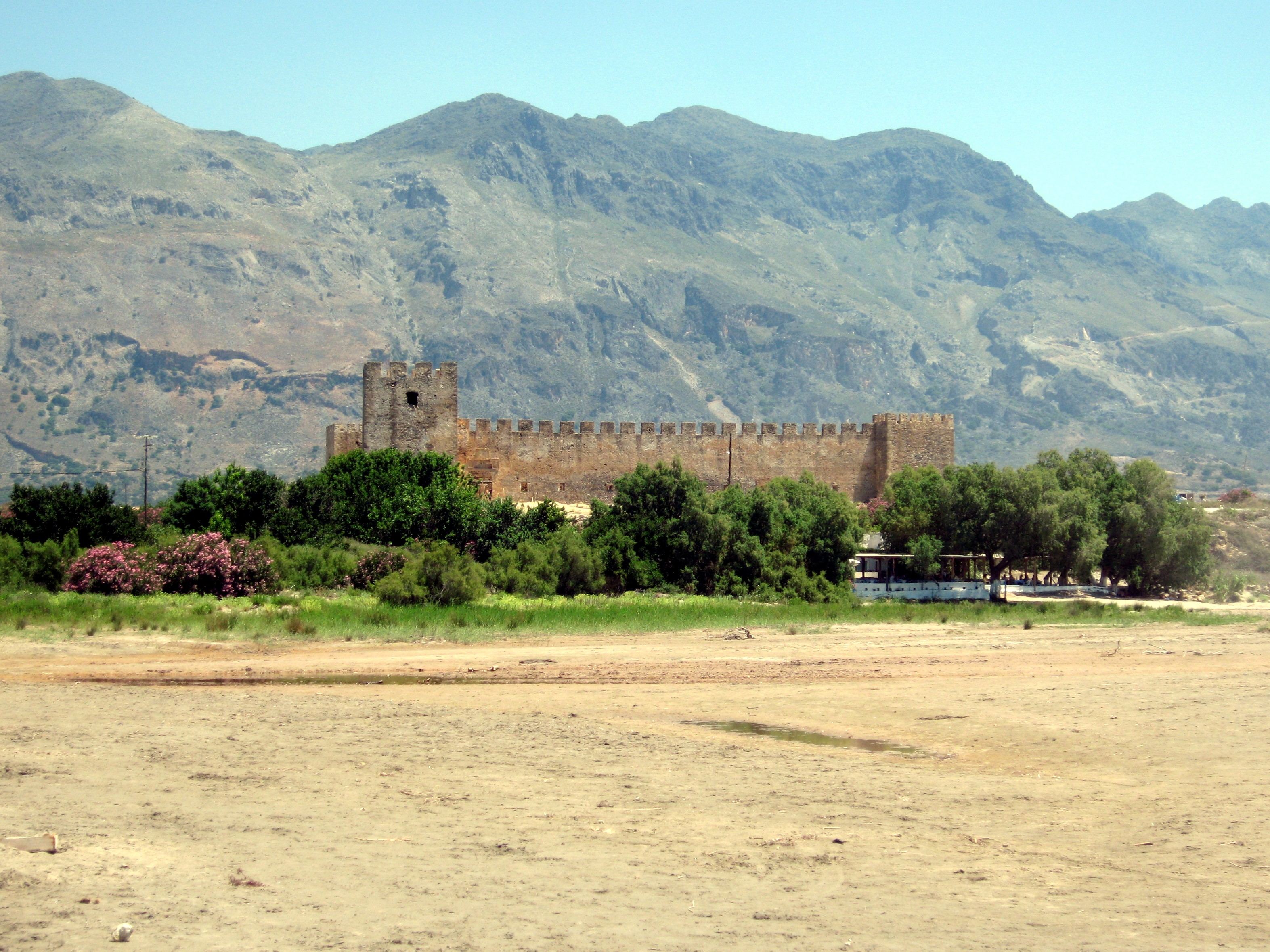

弗朗哥卡斯特隆（希臘語：Φραγκοκάστελλο）是位於希臘克里特島南海岸的一個城堡。這座城堡由威尼斯人修建於1371年至1374年。1828年，土耳其人和希臘人在此發生激烈戰鬥。

## 外部連結
- Castel Franco （页面存档备份，存于） map by Marco Boschini
- Photos of Frangocastello in 2004  （页面存档备份，存于）